# Olpiseius noncollyerae
Olpiseius noncollyerae är en spindeldjursart som först beskrevs av Schicha 1987.  Olpiseius noncollyerae ingår i släktet Olpiseius och familjen Phytoseiidae. Inga underarter finns listade i Catalogue of Life.